# رادولف اسودبری
رادولف اسودبری (انگلیسی: Rudolf Svedberg؛ ۱۹ اوت ۱۹۱۰ – ۲۴ ژوئن ۱۹۹۲) کشتی‌گیر اهل سوئد بود.
وی در مسابقات کشوری و بین‌المللی در مجموع برندهٔ ۲ مدال طلا، ۱ مدال نقره شده‌است.